# Vuurdoorn
De vuurdoorn (Pyracantha coccinea) is een groenblijvende struik uit de rozenfamilie (Rosaceae). De soort komt van nature voor in Zuid-Europa en West-Azië. 